# Abyarachryson signaticolle
Abyarachryson signaticolle  (лат.) — вид жуков-усачей из подсемейства настоящих усачей (Cerambycinae). Распространён в Южной Америке: эндемик Чили. Впервые был описан в 1851 году под названием Grammicosum signaticolle Blanchard, 1851, а в 2002 году выделен в отдельный род Abyarachryson Martins, 2002. Кормовыми растениями являются Робиния ложноакациевая (Бобовые), Дуб черешчатый (Буковые), Vachellia caven (Molina) Seigler & Ebinger (Мимозовые), Инжир (Ficus carica Linnaeus; Тутовые), Colletia hystrix Clos (Крушиновые), Айва (Cydonia oblonga, Розовые), Вяз (Ulmus sp., Вязовые). Длина тела 12—18 мм. Пронотум с двумя бугорками на уровне передней трети; надкрылья с продольным возвышением, наиболее заметным у основания, удлиненным до апикальной четверти, отграничивает уплощенную область сбоку от шва.